# Los Brummels
Los Brummels fue conjunto beat argentino de la década de 1960.

## Carrera
La agrupación musical, conformada por cinco músicos, su primera guitarra era Horacio Horacio Dalmiro Blanc, quien luego se convirtiera en prestigioso músico de Jazz y ritmos latinos (tango, salsa, etc), se hizo popular a comienzos de 1960 con canciones del género beat y baládas shake que reinaba en aquel momento. Bajo el sello de Columbia (CBS) hicieron reconocidos temas como Ojos verdes que lloran y Magalí .
Con el grupo Los Búhos, Sandro y Mr Trombone con la Orquesta de José Carli editaron un simple para la CBS bajo el título En esta Navidad.
El grupo se disolvió al poco tiempo de editar su simple.

## Temas interpretados
- Ojos verdes que lloran
- Magalí
- Playa solitaria
- Por la navidad

## Discografía
- EN ESTA NAVIDAD (1967)
- BEAT EN CASTELLANO (1967),  bajo la producción de Jacko Zeller para CBS Harmony.[4]